# Discografia dei Cor Veleno
La discografia dei Cor Veleno, gruppo musicale hip hop italiano, è costituita da sette album in studio e da altre pubblicazioni uscite tra il 1999 e il 2018.

## Album in studio
| Anno | Titolo |
| ---- | --- |
| 1999 | Sotto assedio - Pubblicato: 1999 - Etichetta: CD Club Entertainment - Formati: CD, download digitale         |
| 2001 | Rock 'n' Roll - Pubblicato: 2001 - Etichetta: Robbacoatta Factory - Formati: CD, download digitale           |
| 2004 | Heavy metal - Pubblicato: 2004 - Etichetta: Antibemusic - Formati: CD, download digitale                     |
| 2007 | Nuovo nuovo - Pubblicato: 16 febbraio 2007 - Etichetta: Sony Music - Formati: CD, download digitale          |
| 2010 | Buona pace - Pubblicato: 25 maggio 2010 - Etichetta: Sony Music - Formati: CD, download digitale             |
| 2018 | Lo spirito che suona - Pubblicato: 26 ottobre 2018 - Etichetta: Music First - Formati: CD, download digitale |
| 2022 | Meme K Ultra - Pubblicato: 25 marzo 2022 - Etichetta: La Tempesta Dischi - Formati: CD, download digitale    |

## Mixtape
| Anno | Titolo                                                          |
| ---- | --------------------------------------------------------------- |
| 2005 | The 2005 Overground Tour (con Sano Business) - Pubblicato: 2005 |

## Extended play
| Anno | Titolo                                                                                                  |
| ---- | --- |
| 2009 | Pace armata - Pubblicato: 17 dicembre 2009 - Etichetta: Cor Veleno Records - Formati: Download digitale |

## Singoli
- 2004 – Giungla giungla
- 2004 – Un mestiere qualunque
- 2004 – Potente in culo
- 2006 – Dillo un'altra volta
- 2006 – CoccoBill
- 2006 – Testimoni
- 2007 – Ottimo
- 2007 – Diamanti
- 2008 – Sotto shock
- 2008 – Spigne!
- 2008 – Rock'n'Roll Gangsta
- 2009 – Falso definitivo

## Collaborazioni
- 1999 – Piotta feat. Cor Veleno - Incompatibile (da Comunque vada sarà un successo '99)
- 2000 – Piotta feat. Cor Veleno - In fissa per il rap (da Democrazia del microfono)
- 2000 – Piotta feat. Cor Veleno & Flaminio Maphia - Robba potente (da Democrazia del microfono)
- 2004 – Apachekipe feat. Cor Veleno - Il tuo posto (da In fieri)
- 2006 – Amir feat. Cor Veleno - Non ti ci mettere (da Uomo di prestigio)
- 2006 – AntiAnti feat. Cor Veleno - L'assassina (da Il tappeto dava un tono all'ambiente)
- 2006 – Amir & Santo Trafficante feat. Cor Veleno - Quattro passi (da Prestigio Click Bang vol. 1)
- 2007 – Roy Paci & Aretuska feat. Cor Veleno - Tango Mambo Jambo (da SuoNoGlobal)
- 2008 – Mondo Marcio feat. Cor Veleno - Bum bum bum (da In cosa credi)
- 2009 – Hyst feat. Cor Veleno - Prova (da Alto)
- 2011 – Canesecco & 3D feat. Cor Veleno - Calci in culo (da 21 ore troppo più estreme)